# Adler Jet
Adler Jet war der Name eines ehemaligen Katamarans der Reederei Adler & Eils. Seit 2025 verkehrt das Schiff als Krilo Nord in Kroatien.

## Geschichte
Das Schiff wurde als Salten für die Ofotens og Vesteraalens Dampskibsselskab gebaut. Es wurde im Mai 2002 zusammen mit seinem Schwesterschiff Steigtind bei Austal Ships bestellt. Austal Ships ließ das Schiff des Typs Austal 41  unter der Baunummer 242 bei seiner Tochtergesellschaft Image Marine in Henderson bauen. Für Image Marine waren die Salten und ihr Schwesterschiff die ersten für den europäischen Markt gebauten Schiffe.
Das Schiff wurde am 8. Mai 2003 abgeliefert und am 17. Mai des Jahres in Fremantle als Decksladung an Bord des SAL-Schwergutschiffs Gloria verladen. Es wurde am 19. Juli 2003 in Bodø getauft und unter norwegischer Flagge mit Heimathafen Narvik zusammen mit der Steigtind auf der als „Nordlandsekspressen“ bezeichneten Fährverbindung zwischen Bodø und Sandnessjøen sowie Bodø und Svolvær eingesetzt. Die beiden Schiffe ersetzten die zuvor auf der Strecke eingesetzten Katamarane.
2006 schlossen sich Ofotens og Vesteraalens Dampskibsselskab und Troms Fylkes Dampskibsselskap zur Reederei Hurtigruten zusammen. Das Schiff kam dadurch zur Reederei Hurtigruten. Bereits Anfang 2009 wurde das Geschäftsfeld „Fähre“ von der Reederei Hurtigruten in die Torghatten Group ausgelagert. Den Nordlandsekspressen-Fährverkehr übernahm die Reederei Torghatten Nord.
Ende Februar 2019 übernahm die Reederei Boreal den Betrieb der Fährverbindung ab Bodø. Die bis dahin auf der Strecke verkehrenden Katamarane Salten und Steigtind wurden daraufhin außer Dienst gestellt. Die Salten diente noch einige Zeit als Reserveschiff. 2021 wurde sie an die Reederei Adler & Eils verkauft. Neuer Name des unter deutsche Flagge gebrachten Schiffs wurde Adler Jet. Die Reederei Adler & Eils setzte den Katamaran im Fährverkehr von Wilhelmshaven und Hooksiel nach Helgoland sowie von Norddeich und Norderney nach Helgoland ein.
2024 wurde das Schiff an eine Reederei in Split, Kroatien, verkauft. Sie verkehrte am 7. September des Jahres und damit noch vor dem Ende der Saison letztmalig zwischen Wilhelmshaven/Hooksiel und Helgoland. Die Route sollte ursprünglich vom kleineren Katamaran Adler Cat übernommen werden, aber aufgrund technischer Probleme übernahm das Seebäderschiff Fair Lady die Strecke. Die ab Norddeich bzw. Norderney durchgeführten Fahrten entfielen ersatzlos.
Nach einem vorbereitenden Werftaufenthalt in Wilhelmshaven wurde das Schiff im September 2024 in Bremerhaven als Decksladung an Bord des Schwergutschiffs Eemslift Hendrika verladen und nach Kroatien verschifft. Seit April 2025 verbindet der unter die kroatische Flagge und in Krilo Nord umbenannte Katamaran die Stadt Split mit den ihr vorgelagerten Inseln Hvar und Brač.

## Technische Daten und Ausstattung
Das Schiff wird von zwei Viertakt-Sechzehnzylinder-Dieselmotoren des Typs MTU 16V4000 M70 mit jeweils 2320 kW Leistung angetrieben. Die Motoren wirken über Untersetzungsgetriebe auf jeweils einen Wasserstrahlantrieb. Für die Stromerzeugung stehen zwei Stamford-Generatoren zur Verfügung, die jeweils von einem Viertakt-Sechszylinder-Dieselmotoren des Motorenherstellers Volvo Penta (Typ: TAMD74A) mit je 136 kW Leistung angetrieben werden. Die Antriebe und Generatorsätze sind jeweils in einem der beiden Schwimmkörper untergebracht. Außerdem wurde ein von einem Perkins-Dieselmotor (Typ: 4TGM) angetriebener Stamford-Notgenerator mit 60 kVA Scheinleistung verbaut.
Auf den Schwimmkörpern sind die Decksaufbauten aufgesetzt. Auf dem Hauptdeck stehen Sitzgelegenheiten für die Passagiere zur Verfügung, teilweise mit Tischen. An Bord stehen unter anderem ein Kiosk, ein Kinderspielbereich und Stauraum für Gepäck zur Verfügung. Im Heckbereich befindet sich ein Laderaum für 30 Europaletten. Dieser kann über eine Luke be- und entladen werden. Hierfür stehen zwei Krane zur Verfügung. Der Laderaum ist mit einem Lukendeckel verschlossen, der hydraulisch bewegt werden kann. Die Temperatur im Laderaum ist regelbar, so dass auch gekühlte Ladung befördert werden kann.
Oberhalb des Hauptdecks befindet sich mit dem Oberdeck ein weiteres Deck mit Brücke und Aufenthaltsbereich für die Schiffsbesatzung sowie weiteren Räumen, darunter ein Büro und eine Umkleide mit Dusche. Im hinteren Bereich der Aufbauten auf dem Oberdeck befindet sich ein nach hinten offener Aufenthaltsbereich, der als Raucherbereich ausgewiesen ist.
Das Schiff ist mit zwei Schiffsevakuierungssystemen ausgestattet.